# Frontera entre China y Nepal
La frontera entre China y Nepal es la lindero internacional que separa los territorios de China y de Nepal. Tiene una longitud de 1236 kilómetros, a lo largo de la cordillera Himalaya, extendiéndose en dirección noroeste-sureste, separando el sur de la Región Autónoma del Tíbet de China y el territorio nepalí. La frontera pasa por el pico más alto del mundo, el Monte Everest.
Nepal es el único país que tiene una ruta aérea directa con el Tíbet; los intercambios comerciales están limitados debido a las difíciles condiciones naturales del terreno y del mal estado de las infraestructuras viales.

## Historia
A lo largo de la historia, los nepalíes comerciaron con los tibetanos atravesando muchos pasos fronterizos. Uno de los productos más importantes comercializados fue la sal tibetana.
La República Popular China y el entonces Reino de Nepal (actual República Federal Democrática de Nepal) tuvieron una breve disputa fronteriza antes de 1960. Se resolvió mediante la firma de un acuerdo fronterizo en 1961.

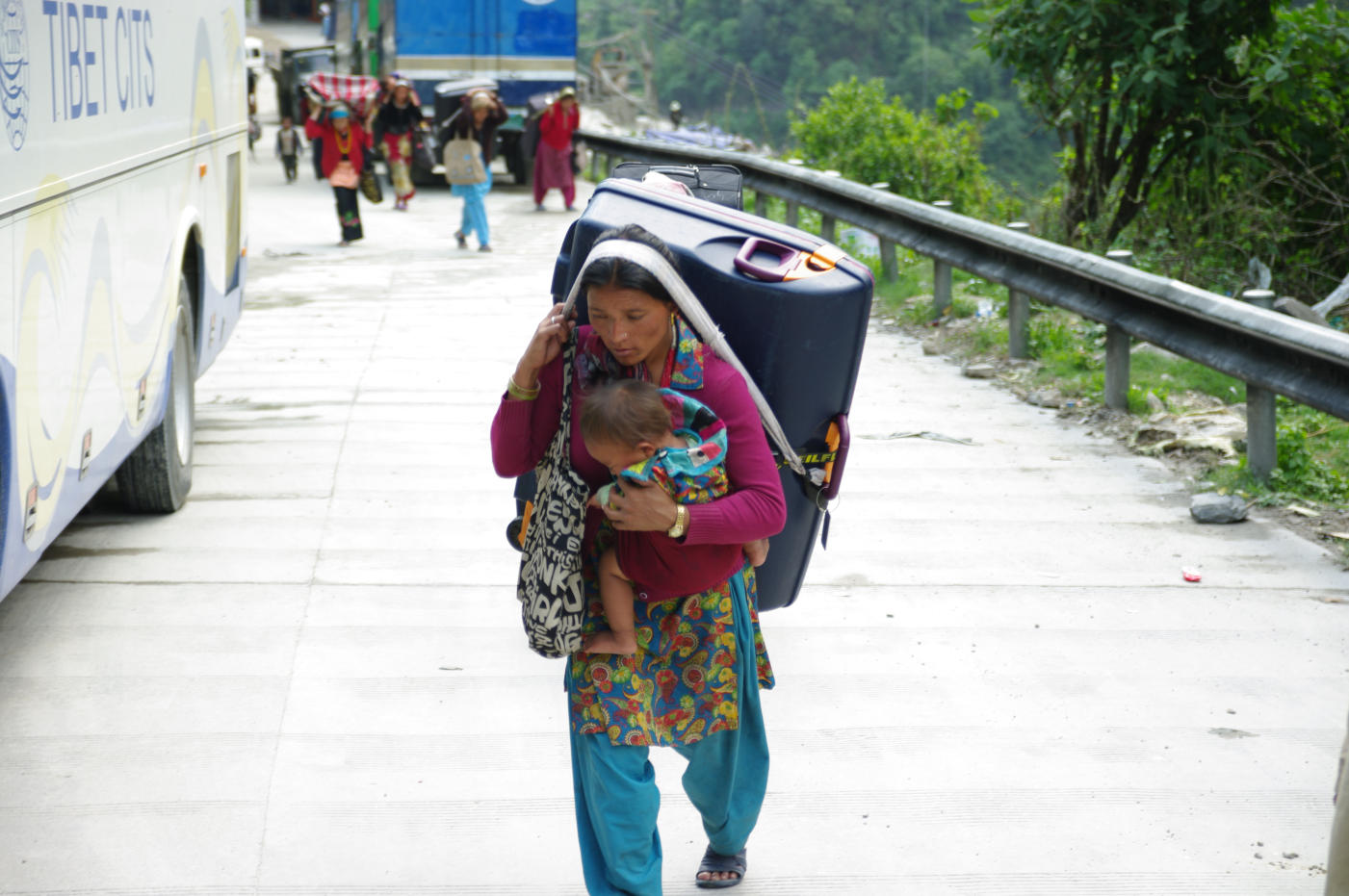
Punto de pasaje entre Nepal y Tíbet.